# 1740 Пааво Нурмі
1740 Пааво Нурмі (1740 Paavo Nurmi) — астероїд головного поясу, відкритий 18 жовтня 1939 року.
Тіссеранів параметр щодо Юпітера — 3,460.